# Valerijan Stefanović
Valerijan (svjetovno Vasilije Stefanović; 28. lipnja 1908. – 23. listopada 1976.) bio je prvi šumadijski episkop.

## Životopis
Rođen je u Velikoj Lešnici u Podrinju u trgovačkoj obitelji od oca Milorada i majke Katarine. Njegovo svjetovno ime bilo je Vasilije Stefanović. Osnovnu školu završio je u rodnom mjestu, zatim šest razreda gimnazije u Šapcu 1925, Bogosloviju „Sveti Sava“ u Srijemskim Karlovcima 1931, a Bogoslovski fakultet u Beogradu 1935. godine. Kao student teologije bio je stipendist episkopa banatskog dr. Georgija (Letića). Tijekom svoga školovanja bio je odličan učenik i student. Za suplenta Druge muške gimnazije u Beogradu postavljen je 26. prosinca 1936. Profesorski ispit položio je u veljači 1939. i u tom svojstvu ostao je sve do izbora za episkopa.
Četvrte nedelje uskrsnog posta, 5. travnja 1938. godine, iguman Leontije (Pavlović), nastojatelj manastira Vrdnika i vršitelj dužnosti upravitelja Patrijaršijskog dvora, zamonašio ga je u činu „rase i kamilavke“ davši mu monaško ime Valerijan. Na praznik Blagovjesti iste godine je rukopoložen u čin đakona od vikarnog episkopa srijemskog Save (Trlajića), kasnijeg episkopa gornjokarlovačkog. U čin jeromonaha rukopoložio ga je 1. rujna 1940. vikarni episkop moravički Arsenije (Bradvarević), kasnije mitropolit crnogorsko-primorski.

### Episkop
Na izvanrednom zasjedanju Svetog arhijerejskog sabora, 11. prosinca 1940, jeromonah Valerijan je izabran za vikarnog episkopa budimljanskog. Hirotoniran je za episkopa 26. siječnja 1941. u Sabornoj crkvi u Beogradu. Hirotoniju su izvršili patrijarh srpski Gavrilo, mitropolit kišinjevski Anastasije, poglavar Ruske pravoslavne zagranične crkve i episkop timočki Emilijan Piperković. Episkop Valerijan bio je posljednji episkop Srpske pravoslavne crkve, čiji je izbor potvrdilo Kraljevsko namjesništvo u ime maloljetnog kralja Petra II.
Episkop Valerijan ostao je na položaju vikarnog episkopa tijekom Drugog svjetskog rata vršeći sve ostale poslove poverene mu od patrijarha Gavrila. Za episkopa novoosnovane Šumadijske eparhije izabran je 20. svibnja 1947. Dužnost je obavljao do svoje smrti 23. listopada 1976. godine u Kragujevcu.